# Albert-Jan Pool

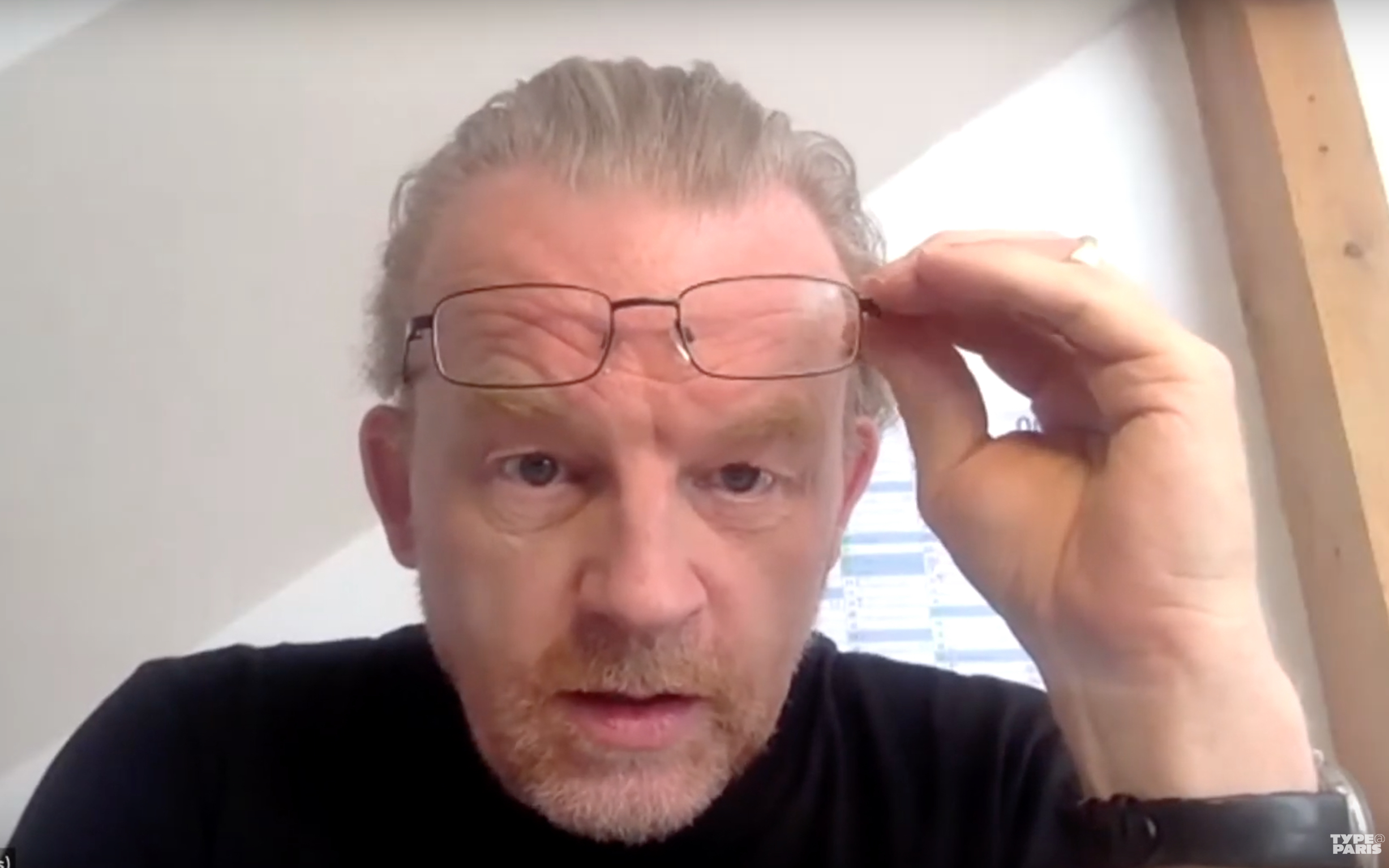

Albert-Jan Pool (Amsterdam, 9 juli 1960) is een Nederlandse letterontwerper, typograaf en grafisch ontwerper.

## Opleiding
Onder leiding van professor Gerrit Noordzij studeerde Pool aan de Haagse Koninklijke Academie van Beeldende Kunsten.
Ten tijde van zijn studieloopbaan heeft hij de ontwerpersgroep 'Letters]' mede opgericht, waarvan ook bekende leden als Frank E. Blokland, Erik en Petr van Blokland, Jelle Bosma, Lucas de Groot, Bart de Haas, Peter-Matthias Noordzij, Just van Rossum, Peter Verheul deel uitmaakten.

## Werkzaamheden

### Ontwerper
In 1987 ging Pool in Duitsland wonen en werkte tot 1991 bij Scangraphic in Wedel (bij Hamburg) als type director, en daarna als manager Type Design & Production bij het Hamburgse URW (1991-1994).
Hij creëerde daar de lettertypenfamilies URW Imperial, URW Linear en URW Mauritius.

### Docent
In de periode 1995-1999 doceerde hij letterontwerpen aan de Muthesius Hochschule in Kiel en typografie aan de Hamburgse Academie voor Markerting en Media (HAMM).

### Eigen studio
Ook in 1995 startte hij in Hamburg zijn eigen design studio Dutch Design.
Zijn eerste projecten waren het ontwerpen voor lettertypen FF DIN en FF OCR-F voor uitgeverij FontFont, in opdracht van Erik Spiekermann. Die raadde Pool ook aan om lettertype DIN 1451 te onderzoeken.
Momenteel werkt hij nog voor FontShop aan uitbreiding van de FF DIN lettertypefamilie (FF DIN Greek Italic, FF DIN Cyrillic Italic, FF DIN Round, FF DIN Stencil, FF DIN Mono, FF DIN Extended, FF DIN Industrial).

### Farbton
Dutch Design ging later over in FarbTon Konzept+Design, mede opgericht door Jörn Iken, Klaus-Peter Staudinger en Birgit Hartmann, met wie hij later is getrouwd.
Dit bedrijf zette zich in voor zogenaamde 'Corporate Type', speciaal voor bedrijven ontworpen huisstijl en lettertypen:
- Jet Set Sans en Syndicate Brand & Corporate voor Jet/Conoco (1997)
- C&A InfoType voor C&A (1998)
- DTL HEIN GAS voor HEIN Hamburger Gaswerke (1999)
- Regenbogen Bold voor de Duitse politieke partij Regenbogen (2000)

In december 2005 verliet Pool dit bedrijf om zich weer bezig te houden met alleen letterontwerpen.

## Lettertypen
Enkele bekende lettertypen ontworpen door Albert-Jan Pool:
- FF DIN (1995) en FF DIN Condensed (2000)
- FF OCR-F (1995-2001)
- URW Imperial
- URW Linear en URW Linear Ultra Bold (2008)
- URW Mauritius

## Publicaties

### Boek
Zijn boek Branding with Type, tot stand gekomen in samenwerking met Stefan Rögener (AdFinder) en Ursula Packhäuser en uitgegeven door Adobe Press beschrijft de effecten van letterontwerp op marketing en merknaam.

### Artikelen
Pool heeft een aantal artikelen geschreven over het ontstaan van DIN lettertypen, gepubliceerd in de e-magazine 'Encore', uitgaven 13, 14, 15, 17 en 18.
- Industrial Archeology – DIN, the first German Corporate Typeface?[1]
- The Constructivist Connection – DIN, Bauhaus and the New Typography[2]
- Siemens sets a Standard – DIN 1451 on its way up[3]
- DIN for All: From the Economic Miracle to Art and Vernacular Typography – FF DIN: New at the Start[4]
- How German is the DIN typeface? – Fahren, fahren, fahren at the Autobahn[5]